# Хорштет (Доња Саксонија)
Хорштет (њем. Horstedt) град је у њемачкој савезној држави Доња Саксонија. Једно је од 57 општинских средишта округа Ротенбург (Виме). Према процјени из 2010. у граду је живјело 1.323 становника. Посједује регионалну шифру (AGS) 3357028.

## Географски и демографски подаци
Хорштет се налази у савезној држави Доња Саксонија у округу Ротенбург (Виме). Град се налази на надморској висини од 31 метра. Површина општине износи 22,5 km². У самом граду је, према процјени из 2010. године, живјело 1.323 становника. Просјечна густина становништва износи 59 становника/km².

## Међународна сарадња
| Мјесто | Држава    | Врста сарадње | Од    |
| ------ | --------- | ------------- | ----- |
|        | Француска | партнерство   | 1973. |
| Извор  |           |               |       |